# Comuna Boianu Mare, Bihor
Boianu Mare (maghiară Tasnádbajom) este o comună în județul Bihor, Crișana, România, formată din satele Boianu Mare (reședința), Corboaia, Huta, Păgaia și Rugea.

## Demografie
Componența etnică a comunei Boianu Mare
     Români (89,79%)
     Maghiari (3,79%)
     Romi (1,46%)
     Alte etnii (0%)
     Necunoscută (4,96%)
Componența confesională a comunei Boianu Mare
     Ortodocși (78,11%)
     Penticostali (10,12%)
     Baptiști (3,31%)
     Reformați (2,43%)
     Alte religii (0,88%)
     Necunoscută (5,16%)
Conform recensământului efectuat în 2021, populația comunei Boianu Mare se ridică la 1.028 de locuitori, în scădere față de recensământul anterior din 2011, când fuseseră înregistrați 1.343 de locuitori. Majoritatea locuitorilor sunt români (89,79%), cu minorități de maghiari (3,79%) și romi (1,46%), iar pentru 4,96% nu se cunoaște apartenența etnică. Din punct de vedere confesional, majoritatea locuitorilor sunt ortodocși (78,11%), cu minorități de penticostali (10,12%), baptiști (3,31%) și reformați (2,43%), iar pentru 5,16% nu se cunoaște apartenența confesională.

## Politică și administrație
Comuna Boianu Mare este administrată de un primar și un consiliu local compus din 9 consilieri. Primarul, Ioan Bandula[*], de la Partidul Social Democrat, este în funcție din 2016. Începând cu alegerile locale din 2024, consiliul local are următoarea componență pe partide politice:
|  | Partid                    | Consilieri | Componența Consiliului | Componența Consiliului | Componența Consiliului | Componența Consiliului | Componența Consiliului |
|  | ------------------------- | ---------- | ---------------------- | ---------------------- | ---------------------- | ---------------------- | ---------------------- |
|  | Partidul Social Democrat  | 5          |                        |                        |                        |                        |                        |
|  | Partidul Național Liberal | 4          |                        |                        |                        |                        |                        |

## Atracții turistice
- Biserica de lemn „Sfinții Arhangheli Mihail și Gavriil” din satul Boianu Mare, construcție 1710, monument istoric

## Personalități născute aici
- Emil Lobonțiu (1893 - 1975), geolog, arheolog, profesor, om politic.